# Lista de prefeitos e governadores do Distrito Federal

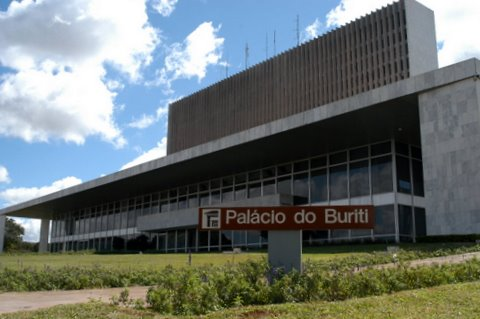
Vista frontal do Palácio do Buriti

Esta é uma lista de governantes do Distrito Federal brasileiro, incluindo interventores, prefeitos e governadores.
Com a Proclamação da República Brasileira em 1889, o governo adotou um sistema federativo de divisão estatal. A cidade do Rio de Janeiro, antes situada no Município Neutro, passa a ser situada no então Distrito Federal dos Estados Unidos do Brasil. Essa situação durou até 1960, quando a capital foi transferida para a então recém-criada cidade de Brasília, situada no novo Distrito Federal.
Os governantes do Distrito Federal eram nomeados pelo poder executivo da União até 1990, quando foi realizada a primeira eleição direta prevista na nova Constituição brasileira de 1988.
Em virtude do caráter diferenciado dado pela Constituição ao Distrito Federal, o Governador do Distrito Federal atua como um misto de governador estadual e prefeito municipal, acumulando as competências executivas de estado e de município.

## Prefeitos e intendentes do Distrito Federal (1889-1960)
O Distrito Federal foi uma divisão político-administrativa do Brasil criada pela Constituição Republicana de 1891. Durante o Brasil Império a unidade administrativa que correspondia a seu território denominava-se Município Neutro. Era uma pessoa jurídica de direito público com jurisdição, até 1960, no território correspondente à atual localização do município do Rio de Janeiro.
Com a transferência da capital para a recém-criada cidade de Brasília, o Distrito Federal foi transferido para o Planalto Central em 1960 por força da Lei nº 2.874 de 19 de setembro de 1956.
Com a mudança da capital do país para Brasília, o antigo Distrito Federal tornou-se o estado da Guanabara, de acordo com as disposições transitórias da Constituição de 1946 e da Lei Número 3 752, de 14 de abril de 1960 (Lei San Tiago Dantas). De 1960 a 1975, no mesmo território existiu o estado da Guanabara.
Os governantes; as vezes quando demitidos ou afastados por motivos de saúde, eram provisoriamente substituídos pelos vice-governantes chamados "intendentes". Os intendentes estão marcados na lista pelo hífen (—).
| Nº | Nome                                 | Imagem | Partido                                      | Início do mandato       | Fim do mandato          | Observações                                                                                             |
| -- | ------------------------------------ | ------ | -------------------------------------------- | ----------------------- | ----------------------- | --- |
| 1  | Francisco Antônio Pessoa de Barros   |        | União Democrática Republicana UDR            | 17 de novembro de 1889  | 2 de novembro de 1890   | Prefeito nomeado pelo Presidente da República                                                           |
| —  | Ubaldino do Amaral                   |        | Partido Democrático Progressista PDP         | 2 de novembro de 1890   | 1º de dezembro de 1890  | Prefeito interino                                                                                       |
| 2  | José Félix da Cunha Meneses          |        | Partido Democrático Progressista PDP         | 1º de dezembro de 1890  | 20 de fevereiro de 1891 | Prefeito nomeado pelo Presidente da República                                                           |
| —  | Carneiro de Fontoura                 |        | Partido Democrático Progressista PDP         | 20 de fevereiro de 1891 | 19 de novembro de 1891  | Prefeito interino                                                                                       |
| 3  | Nicolau Joaquim Moreira              |        | União Democrática Republicana UDR            | 19 de novembro de 1891  | 31 de janeiro de 1892   | Prefeito nomeado pelo Presidente da República                                                           |
| —  | Alfredo Augusto Vieira Barcelos      |        | Partido Democrático Progressista PDP         | 31 de janeiro de 1892   | 17 de dezembro de 1892  | Prefeito interino                                                                                       |
| 4  | Barata Ribeiro                       |        | União Democrática Republicana UDR            | 17 de dezembro de 1892  | 26 de maio de 1893      | Prefeito nomeado pelo Presidente da República                                                           |
| —  | Antônio Dias Ferreira                |        | União Democrática Republicana UDR            | 26 de maio de 1893      | 27 de junho de 1893     | Prefeito interino                                                                                       |
| 5  | Henrique Valadares                   |        | União Democrática Republicana UDR            | 27 de junho de 1893     | 1º de janeiro de 1895   | Prefeito nomeado pelo Presidente da República                                                           |
| 6  | Francisco Furquim Werneck de Almeida |        | União Democrática Republicana UDR            | 1º de janeiro de 1895   | 16 de novembro de 1897  | Prefeito nomeado pelo Presidente da República                                                           |
| —  | José Joaquim da Rosa                 |        | União Democrática Republicana UDR            | 16 de novembro de 1897  | 25 de novembro de 1897  | Prefeito interino                                                                                       |
| 7  | Ubaldino do Amaral                   |        | Partido Republicano PR                       | 25 de novembro de 1897  | 17 de novembro de 1898  | Prefeito nomeado pelo Presidente da República                                                           |
| —  | Luís van Erven                       |        | Partido Progressista PP                      | 17 de novembro de 1898  | 31 de dezembro de 1898  | Prefeito interino                                                                                       |
| 8  | Cesário Alvim                        |        | Partido Liberal PL                           | 31 de dezembro de 1898  | 23 de maio de 1899      | Presidente do Conselho Municipal eleito de forma indireta                                               |
| 9  | Honório Gurgel                       |        | Partido Progressista PP                      | 23 de maio de 1899      | 1º de fevereiro de 1900 | Presidente do Conselho Municipal eleito de forma indireta                                               |
| 10 | Antônio Coelho Rodrigues             |        | Partido Republicano Federal PRF              | 1º de fevereiro de 1900 | 6 de setembro de 1900   | Prefeito nomeado pelo Presidente da República                                                           |
| 11 | João Filipe Pereira                  |        | Partido Republicano Federal PRF              | 6 de setembro de 1900   | 11 de outubro de 1901   | Prefeito nomeado pelo Presidente da República                                                           |
| 12 | Joaquim Xavier da Silveira Júnior    |        | Partido Republicano Federal PRF              | 11 de outubro de 1901   | 27 de setembro de 1902  | Prefeito nomeado pelo Presidente da República                                                           |
| —  | Carlos Leite Ribeiro                 |        | Partido Republicano Democrático PRD          | 27 de setembro de 1902  | 30 de dezembro de 1902  | Prefeito interino                                                                                       |
| 13 | Francisco Pereira Passos             |        | Partido Republicano Progressista PRP         | 30 de dezembro de 1902  | 16 de novembro de 1906  | Prefeito nomeado pelo Presidente da República                                                           |
| 14 | Francisco de Aguiar                  |        | Partido Republicano Progressista PRP         | 16 de novembro de 1906  | 24 de julho de 1909     | Prefeito nomeado pelo Presidente da República                                                           |
| 15 | Serzedelo Correia                    |        | Partido Republicano Fluminense PRF           | 24 de julho de 1909     | 16 de novembro de 1910  | Prefeito nomeado pelo Presidente da República                                                           |
| 16 | Bento Ribeiro                        |        | Partido Republicano Fluminense PRF           | 16 de novembro de 1910  | 16 de novembro de 1914  | Prefeito nomeado pelo Presidente da República                                                           |
| 17 | Rivadávia Corrêa                     |        | Partido Republicano Conservador PRC          | 16 de novembro de 1914  | 6 de maio de 1916       | Prefeito nomeado pelo Presidente da República                                                           |
| 18 | Augusto Azevedo Sodré                |        | Partido Republicano Fluminense PRF           | 6 de maio de 1916       | 15 de janeiro de 1917   | Prefeito nomeado pelo Presidente da República                                                           |
| 19 | Amaro Cavalcanti                     |        | Partido Republicano do Distrito Federal PRDF | 15 de janeiro de 1917   | 16 de novembro de 1918  | Prefeito nomeado pelo Presidente da República                                                           |
| —  | Peregrino da Silva                   |        | Partido Republicano do Distrito Federal PRDF | 16 de novembro de 1918  | 23 de janeiro de 1919   | Prefeito interino                                                                                       |
| 20 | Paulo de Frontin                     |        | Aliança Republicana AR                       | 23 de janeiro de 1919   | 29 de julho de 1919     | Prefeito nomeado pelo Presidente da República                                                           |
| 21 | Mário Sá Freire                      |        | Partido Republicano Democrático PRD          | 29 de julho de 1919     | 7 de junho de 1920      | Prefeito nomeado pelo Presidente da República                                                           |
| 22 | Carlos Sampaio                       |        | Partido Republicano Democrático PRD          | 7 de junho de 1920      | 16 de novembro de 1922  | Prefeito nomeado pelo Presidente da República                                                           |
| 23 | Alaor Prata                          |        | Partido Progressista PP                      | 16 de novembro de 1922  | 15 de novembro de 1926  | Prefeito nomeado pelo Presidente da República                                                           |
| 24 | Antônio da Silva Prado Júnior        |        | Partido Progressista PP                      | 15 de novembro de 1926  | 24 de outubro de 1930   | Prefeito nomeado pelo Presidente da República                                                           |
| 25 | Adolfo Bergamini                     |        | Partido Democrático Nacional PDN             | 24 de outubro de 1930   | 21 de setembro de 1931  | Interventor nomeado pela Revolução de 1930                                                              |
| —  | Julião Esteves                       |        | Aliança Liberal AL                           | 21 de setembro de 1931  | 30 de setembro de 1931  | Prefeito interino                                                                                       |
| 26 | Pedro Ernesto Baptista               |        | Partido Autonomista do Distrito Federal PADF | 30 de setembro de 1931  | 2 de outubro de 1934    | Prefeito eleito por via indireta                                                                        |
| 27 | Augusto do Amaral Peixoto            |        | Partido Autonomista do Distrito Federal PADF | 2 de outubro de 1934    | 7 de abril de 1935      | Presidente da Câmara de Vereadores no cargo de titular efetivamente                                     |
| 28 | Pedro Ernesto Baptista               |        | Partido Autonomista do Distrito Federal PADF | 7 de abril de 1935      | 4 de abril de 1936      | Prefeito eleito por via indireta                                                                        |
| 29 | Olímpio de Melo                      |        | Partido Autonomista do Distrito Federal PADF | 4 de abril de 1936      | 11 de novembro de 1937  | Presidente da Câmara de Vereadores no cargo de titular efetivamente                                     |
| 30 | Henrique Dodsworth                   |        | Partido Social Democrático PSD               | 11 de novembro de 1937  | 3 de novembro de 1945   | Interventor nomeado pelo Presidente da República                                                        |
| —  | Filadelfo de Azevedo                 |        | Partido Democrata Cristão PDC                | 3 de novembro de 1945   | 2 de fevereiro de 1946  | Interventor interino nomeado pelo Presidente da República                                               |
| 31 | Hildebrando de Góis                  |        | Partido Social Democrático PSD               | 2 de fevereiro de 1946  | 16 de junho de 1947     | Prefeito nomeado pelo Presidente da República                                                           |
| 32 | Ângelo Mendes de Morais              |        | Partido Social Progressista PSP              | 16 de junho de 1947     | 24 de abril de 1951     | Prefeito nomeado pelo Presidente da República                                                           |
| 33 | João Carlos Vital                    |        | Partido Trabalhista Brasileiro PTB           | 24 de abril de 1951     | 12 de dezembro de 1952  | Prefeito nomeado pelo Presidente da República                                                           |
| 34 | Dulcídio Cardoso                     |        | Partido Trabalhista Brasileiro PTB           | 12 de dezembro de 1952  | 4 de setembro de 1954   | Prefeito nomeado pelo Presidente da República, entregou o cargo após o suicídio de Getúlio Vargas       |
| 35 | Alim Pedro                           |        | União Democrática Nacional UDN               | 4 de setembro de 1954   | 17 de novembro de 1955  | Prefeito nomeado pelo Presidente da República, substituído do cargo após o afastamento do de Café Filho |
| —  | Eitel de Oliveira Lima               |        | Partido Social Democrático PSD               | 17 de novembro de 1955  | 2 de dezembro de 1955   | Prefeito interino nomeado pelo Presidente da República                                                  |
| —  | Francisco de Sá Lessa                |        | Partido Social Democrático PSD               | 2 de dezembro de 1955   | 22 de março de 1956     | Prefeito interino nomeado pelo Presidente da República                                                  |
| 36 | Francisco Negrão de Lima             |        | Partido Social Democrático PSD               | 22 de março de 1956     | 8 de julho de 1958      | Prefeito nomeado pelo Presidente da República                                                           |
| 37 | Sá Freire Alvim                      |        | Partido Social Democrático PSD               | 8 de julho de 1958      | 17 de abril de 1960     | Prefeito nomeado pelo Presidente da República                                                           |

Para o governo da cidade do Rio de Janeiro a lista continua em lista de prefeitos da cidade do Rio de Janeiro.

## Mandatários do Distrito Federal (1960-Atualidade)
Para os mandatários anteriores a 21 de abril de 1960, veja lista de governadores de Goiás.
| Nº                                                 | Nome                                   | Imagem | Partido                                                         | Início do mandato       | Fim do mandato          | Observações |
| -------------------------------------------------- | -------------------------------------- | ------ | --------------------------------------------------------------- | ----------------------- | ----------------------- | --- |
| Prefeitos do Distrito Federal (1960-1969)          |                                        |        |                                                                 |                         |                         | |
| 1                                                  | Israel Pinheiro                        |        | Partido Social Democrático PSD                                  | 17 de abril de 1960     | 5 de maio de 1960       | Prefeito nomeado pelo Presidente da República |
| —                                                  | Segismundo de Araújo Mello             |        | Partido Social Democrático PSD                                  | 5 de maio de 1960       | 5 de agosto de 1960     | Prefeito interino |
| 1                                                  | Israel Pinheiro                        |        | Partido Social Democrático PSD                                  | 5 de agosto de 1960     | 31 de janeiro de 1961   | Prefeito nomeado pelo Presidente da República |
| —                                                  | Bayard de Lima                         |        | Partido Social Democrático PSD                                  | 1° de fevereiro de 1961 | 6 de fevereiro de 1961  | Prefeito nomeado pelo Presidente da República |
| 2                                                  | Paulo de Tarso                         |        | Partido Democrata Cristão PDC                                   | 6 de fevereiro de 1961  | 25 de agosto de 1961    | Prefeito nomeado pelo Presidente da República |
| —                                                  | Diogo Lordello de Mello                |        | Partido Social Democrático PSD                                  | 26 de agosto de 1961    | 13 de outubro de 1961   | Prefeito interino |
| 3                                                  | Ângelo Dário Rizzi                     |        | Partido Social Democrático PSD                                  | 13 de outubro de 1961   | 6 de novembro de 1961   | Prefeito nomeado pelo Presidente da República |
| 4                                                  | José Sette Câmara Filho                |        | Partido Social Democrático PSD                                  | 6 de novembro de 1961   | 22 de agosto de 1962    | Prefeito nomeado pelo Presidente da República |
| 5                                                  | Ivo de Magalhães                       |        | Partido Trabalhista Brasileiro PTB                              | 22 de agosto de 1962    | 3 de abril de 1964      | Prefeito nomeado pelo Presidente da República |
| —                                                  | Luiz Carlos Victor Pujol               |        | Partido Trabalhista Brasileiro PTB                              | 3 de abril de 1964      | 9 de abril de 1964      | Prefeito interino |
| 6                                                  | Ivan de Souza Mendes                   |        | Aliança Renovadora Nacional ARENA                               | 9 de abril de 1964      | 18 de maio de 1964      | Prefeito nomeado pelo Presidente da República |
| 7                                                  | Plínio Reis de Cantanhede Almeida      |        | Aliança Renovadora Nacional ARENA                               | 18 de maio de 1964      | 15 de março de 1967     | Prefeito nomeado pelo Presidente da República |
| 8                                                  | Wadjô da Costa Gomide                  |        | Aliança Renovadora Nacional ARENA                               | 15 de março de 1967     | 12 de novembro de 1969  | Prefeito nomeado pelo Presidente da República |
| Governadores do Distrito Federal (1969-Atualidade) |                                        |        |                                                                 |                         |                         | |
| 1                                                  | Hélio Prates da Silveira               |        | Aliança Renovadora Nacional ARENA                               | 12 de novembro de 1969  | 24 de janeiro de 1973   | Governador nomeado pelo Presidente da República |
| —                                                  | Antônio Avancini Fragomeni             |        | Aliança Renovadora Nacional ARENA                               | 24 de janeiro de 1973   | 29 de janeiro de 1973   | Governador interino |
| 1                                                  | Hélio Prates da Silveira               |        | Aliança Renovadora Nacional ARENA                               | 29 de janeiro de 1973   | 14 de março de 1974     | Governador nomeado pelo Presidente da República |
| —                                                  | Octávio Odílio de Oliveira Bittencourt |        | Aliança Renovadora Nacional ARENA                               | 14 de março de 1974     | 2 de abril de 1974      | Governador interino |
| 2                                                  | Elmo Serejo                            |        | Aliança Renovadora Nacional ARENA                               | 2 de abril de 1974      | 29 de março de 1979     | Governador nomeado pelo Presidente da República General Ernesto Geisel.                                                                                 |
| 3                                                  | Aimé Lamaison                          |        | Partido Democrático Social PDS                                  | 29 de março de 1979     | 2 de julho de 1982      | Governador nomeado pelo Presidente da República João Figueiredo.                                                                                        |
| 4                                                  | José Ornellas                          |        | Partido Democrático Social PDS                                  | 2 de julho de 1982      | 8 de abril de 1985      | Governador nomeado pelo Presidente da República João Figueiredo.                                                                                        |
| 5                                                  | Ronaldo Costa Couto                    |        | Partido do Movimento Democrático Brasileiro PMDB                | 8 de abril de 1985      | 9 de maio de 1985       | Governador nomeado pelo Presidente da República José Sarney.                                                                                            |
| 6                                                  | José Aparecido de Oliveira             |        | Partido do Movimento Democrático Brasileiro PMDB                | 9 de maio de 1985       | 19 de setembro de 1988  | Governador nomeado pelo Presidente da República José Sarney.                                                                                            |
| 7                                                  | Joaquim Roriz                          |        | Partido do Movimento Democrático Brasileiro PMDB                | 19 de setembro de 1988  | 9 de março de 1990      | Governador nomeado pelo Presidente da República José Sarney.                                                                                            |
| 8                                                  | Wanderley Vallim                       |        | Partido Trabalhista Brasileiro PTB                              | 9 de março de 1990      | 31 de dezembro de 1990  | Governador nomeado pelo Presidente da República Fernando Collor de Mello.                                                                               |
| 9                                                  | Joaquim Roriz                          |        | Partido Trabalhista Renovador PTR                               | 1 de janeiro de 1991    | 1º de janeiro de 1995   | Governador eleito |
| 10                                                 | Cristovam Buarque                      |        | Partido dos Trabalhadores PT                                    | 1º de janeiro de 1995   | 1º de janeiro de 1999   | Governador eleito |
| 11                                                 | Joaquim Roriz                          |        | Partido do Movimento Democrático Brasileiro PMDB                | 1º de janeiro de 1999   | 31 de março de 2006     | Governador eleito e reeleito |
| 12                                                 | Maria de Lourdes Abadia                |        | Partido da Social Democracia Brasileira PSDB                    | 31 de março de 2006     | 1º de janeiro de 2007   | Vice-governadora eleita que assumiu após a saída do cargo de Joaquim Roriz                                                                              |
| 13                                                 | José Roberto Arruda                    |        | Partido da Frente Liberal PFL (2007) Democratas DEM (2007-2010) | 1º de janeiro de 2007   | 16 de março de 2010     | Governador eleito e posteriormente cassado |
| 14                                                 | Paulo Octávio                          |        | Democratas DEM                                                  | 11 de fevereiro de 2010 | 23 de fevereiro de 2010 | Vice-governador eleito que renunciou o cargo |
| 15                                                 | Wilson Lima                            |        | Partido da República PR                                         | 23 de fevereiro de 2010 | 19 de abril de 2010     | Governador interino |
| 16                                                 | Rogério Rosso                          |        | Partido do Movimento Democrático Brasileiro PMDB                | 19 de abril de 2010     | 1º de janeiro de 2011   | Governador eleito indiretamente |
| 17                                                 | Agnelo Queiroz                         |        | Partido dos Trabalhadores PT                                    | 1º de janeiro de 2011   | 1º de janeiro de 2015   | Governador eleito em sufrágio universal. |
| 18                                                 | Rodrigo Rollemberg                     |        | Partido Socialista Brasileiro PSB                               | 1° de janeiro de 2015   | 1º de janeiro de 2019   | Governador eleito em sufrágio universal. |
| 19                                                 | Ibaneis Rocha                          |        | Movimento Democrático Brasileiro MDB                            | 1º de janeiro de 2019   | 9 de janeiro de 2023    | Governador eleito e reeleito em sufrágio universal, foi afastado do cargo durante a vigência do 2° mandato.                                             |
| -                                                  | Celina Leão                            |        | Progressistas PP                                                | 10 de janeiro de 2023   | 15 de março de 2023     | Vice-governadora eleita interinamente no cargo de titular, devido ao afastamento de Ibaneis Rocha, por decisão do Ministro do STF, Alexandre de Moraes. |
| 19                                                 | Ibaneis Rocha                          |        | Movimento Democrático Brasileiro MDB                            | 16 de março de 2023     | Atualmente              | Governador reeleito afastado de volta ao cargo de titular.                                                                                              |